# Jaltomata confinis
Jaltomata confinis är en potatisväxtart som först beskrevs av Julius Sterling Morton, och fick sitt nu gällande namn av J.L. Gentry. Jaltomata confinis ingår i släktet jaltomator, och familjen potatisväxter. Inga underarter finns listade i Catalogue of Life.

## Bildgalleri

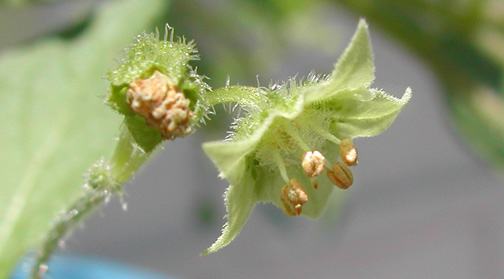
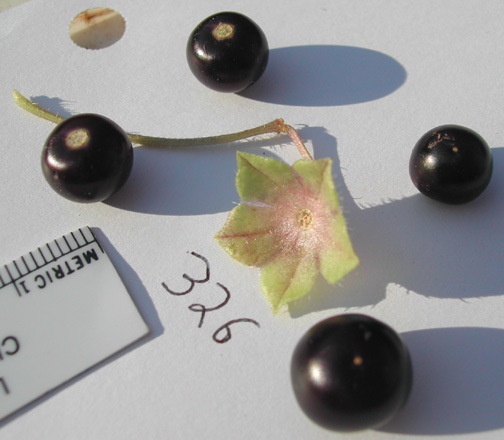